# NGC 3386
NGC 3386 is een elliptisch sterrenstelsel in het sterrenbeeld Sextant. Het hemelobject werd op 9 april 1828 ontdekt door de Britse astronoom John Herschel.

## Synoniemen
- MCG 1-28-10
- ZWG 38.16
- NPM1G +05.0271
- PGC 32284